# Eperua jenmanii
Eperua jenmanii är en ärtväxtart som beskrevs av Daniel Oliver. Eperua jenmanii ingår i släktet Eperua och familjen ärtväxter.

## Underarter
Arten delas in i följande underarter:
- E. j. jenmanii
- E. j. sandwithii